# پنجره‌ها
پنجره‌ها نمایشنامه‌ای است از فرهاد آئیش که به کارگردانیِ خودش، در سال ۱۳۸۴ در سالن اصلی تئاتر شهر تهران اجرا شد. بازیگران این نمایش عبارتند از: علی نصیریان، اتابک نادری، رحیم نوروزی، علی هاشمی، فرهاد آییش، مائده طهماسبی، سید افشین هاشمی، بهاره رهنما،پریا قاسم خانی، فهیمه راستکار، سروش صحت،محمد رضا جوزی، لیلی رشیدی، افسانه چهره آزاد، شاهرح فروتنیان و سعید ذهنی.
همچنین طراحی صحنه و لباس این نمایش به عهده محسن شاه ابراهیمی بوده و سعید ذهنی آهنگسازی و با هنر افرینی عبدالرضا عابدیان همراه بود.